# Чистильщик бассейнов (фильм)
«Чистильщик бассейнов» (англ. Poolman) — американский комедийный детектив, режиссёрский дебют актёра Криса Пайна. Главную роль в фильме сыграл сам Пайн, который также выступил продюсером и сосценаристом. Премьера картины состоялась в сентябре 2023 года на кинофестивале в Торонто.

## Сюжет
Главный герой фильма — мужчина, работающий в Лос-Анджелесе чистильщиком бассейнов. Он случайно узнаёт о масштабном заговоре, цель которого — кража воды, и превращается в сыщика-любителя.

## В ролях
- Крис Пайн — Даррен Барренмен
- Аннетт Беннинг — Дайана Эспильнад

## Производство и премьера
Анонс фильма состоялся в феврале 2022 года. Съёмки начались в июне 2022 года в Лос-Анджелесе.
Премьера картины состоялась в сентябре 2023 года на кинофестивале в Торонто. В США фильм вышел прокат 10 мая 2024 года, в России — 9 мая.